# Tillandsia michelii
Tillandsia michelii är en gräsväxtart som beskrevs av Carl Christian Mez. Tillandsia michelii ingår i släktet Tillandsia och familjen Bromeliaceae. Inga underarter finns listade i Catalogue of Life.